# 美杜莎号小巡洋舰
美杜莎号是德意志帝国所建造的十艘瞪羚级小巡洋舰的七号舰，以希腊神话女妖美杜莎命名。瞪羚级是早期无防护巡洋舰与通报舰的设计巅峰，结合了两种舰型的优点，成为德国舰队未来所有小巡洋舰的鼻祖。为了能与练习舰队（即公海舰队的前身）共同作战并可司职境外舰职责，它装备有十门105毫米40倍径速射炮，最高航速达21.5節（39.8每小時）。美杜莎号的运用时间长达四十余年，分别经历了帝国海军、国家海军和战争海军等三个时代的德国海军。
在帝国海军的役期中，该舰从1903年到1907年被编入公海舰队的侦察部队，并在此期间参加了海外巡航和例行训练演习。1908年，当姊妹舰宁芙号接受维修时，它曾临时取代前者担任炮术训练舰。美杜莎号本身也进行了大修，然后被搁置入预备役，直到1914年8月第一次世界大战爆发后才重新投运。该舰最初在易北河口作战，支援负责保卫河口的舰队。1915年底，随着姊妹舰温蒂妮号被击沉，它又被转移至波罗的海，在那里司职岸防支舰队的旗舰。美杜莎号于1916年底再度退役，在战争的余下时间里仅充当辅助舰使用。
美杜莎号是德国根据《凡尔赛条约》的条款获准保留的六艘巡洋舰之一，也是1920年率先恢复服役的第一艘大型军舰；因此，它一直担任国家海军的旗舰，直到1921年被汉诺威号战列舰接替。该舰在1930年代上半叶的运用生涯与战前模式相似，主要从事训练演习和出访外国港口。它于1924年最后一次退役，随后充当宿营船至1940年——在第二次世界大战期间，它被改装成浮动的防空炮台。美杜莎号驻扎在威廉港外围，在战争余下的时间里协助守卫港口，但1945年4月在一次空袭中严重受损。该舰的船员于5月3日将其凿沉，残骸其后于1948－1950年间被打捞上岸拆解。

## 设计
在为德意志帝国海军建造了鵟级巡洋舰和赫拉号通报舰之后，国家海军办公室的造舰局开始筹备一款新型的轻巡洋舰设计，该设计结合了两个舰种的最佳属性。设计者必须研发一款配备装甲保护的小巡洋舰，并具有舰队作战所需航速、火力和稳定性的最优组合，以及在海外德国殖民地站点间运行所需的续航能力。由此诞生的瞪羚级为德国舰队于1914年以前建造的所有小巡洋舰提供了官方设计基础。
美杜莎号的全长为105.1米，有12.2米的舷宽和4.84的前吃水。其标准排水量2,659吨，在满载情况下则可达2,972吨。舰只的推进系统由两台三胀式蒸汽机组成，设计功率为8,000匹公制馬力（5,900千瓦特），最高速度为21.5節（39.8每小時）。发动机由十台燃煤燃煤船用式水管锅炉提供动力。美杜莎号可贮存560吨煤，故此得以10節（19每小時）的速度续航3,560海里（6,590）。舰只的标准船员编制则为14名军官及243名水兵。
美杜莎号的武器由十门单装105毫米40倍径速射炮组成。其中两门并排布置在艏楼前方，六门设于舰舯、每边各三门，以及两门并排布置在舰艉。这些炮支的射程为12,200米。它们共提供1,000发弹药，其中每炮100发。舰只还配备有两具450毫米鱼雷发射管及五枚鱼雷，均安装在水线下方的舷侧舰体内。美杜莎号还受到20至25毫米厚的装甲甲板保护，司令塔的侧面有80毫米厚、火炮的炮挡厚度也有50毫米。

## 服役历史

### 战前役期

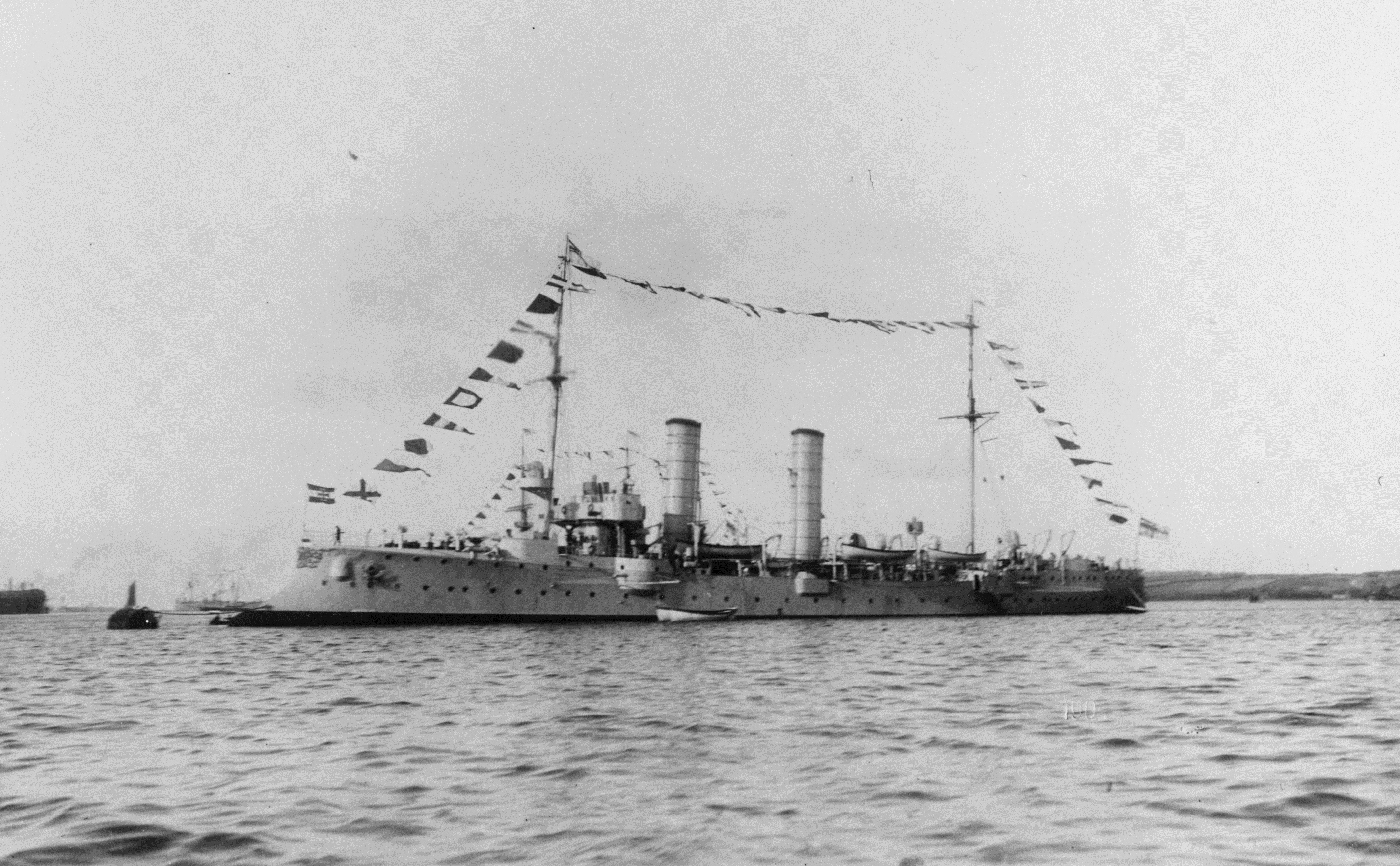
1901年在基尔的一艘瞪羚级小巡洋舰，可能是美杜莎号

美杜莎号是根据合同代号“E”作为新增编入舰队的单位订购，并于1900年1月22日在不来梅的威悉船厂开始铺设龙骨。它于同年12月5日下水；在下水仪式上，由奧伊倫堡親王菲利普的妻子奥古斯塔王妃主持为舰只冠以早期护卫舰“美杜莎号”之名。随后，该舰被转移至威廉港的帝国船厂舾装武器。1901年7月26日，美杜莎号正式投运以进行海试，并一直持续到9月11日，之后却由于船员短缺而停运。在接下来的两年里，它一直处于储备状态。
美杜莎号最终于1903年4月1日在海军少校威廉·库特的指挥下开始服役，此后被编入第一战列分舰队的侦察护航部队。它跟随分舰队余部参加了同年5月至6月前往西班牙的巡航，其中包括5月20日至30日对维戈的访问。7月，该舰在北海巡航期间又造访了挪威的斯塔万格。第二年，美杜莎号列席了英国国王爱德华七世访德期间在基尔峡湾举行的海上阅兵。随后，练习舰队（即公海舰队的前身）回访英国，之后该舰于1904年7月14日至20日曾在荷兰停留。9月，海军中校保罗·施利佩尔接替库特担任舰长。美杜莎号参加了1905年7月和8月在挪威水域进行的舰队演习。演习期间，它于7月20日至24日在乌德瓦拉附近锚泊。在9月的演习之后，施利佩尔的舰长一职改由海军中校弗里德里希·舒尔茨接任。1906年7月和8月，舰队再次访问挪威进行演习；美杜莎号于这年则到访了奥勒松和克里斯蒂安桑。8月和9月举行的舰队训练演习以一场海上阅兵为结束，以致敬即将退休的舰队司令、海军元帅汉斯·冯·克斯特。紧接着，海军中校威廉·施塔克从舒尔茨手中接过了该舰的指挥权。那一年，美杜莎号的炮手赢得了小巡洋舰组别的“恺萨射术奖（Kaiser's Schießpreis）”，该奖项每年由德皇威廉二世颁授。
1907年对美杜莎号而言大致波澜不惊，惟在9月7日的年度舰队演习期间，该舰遭遇机械故障，迫使其返回基尔进行维修。9月15日，它在侦察部队的位置由新式小巡洋舰柯尼斯堡号所取代。四天后，美杜莎号又接替其姊妹舰宁芙号，成为海军舰炮监察局用于测试自动武器的炮术训练舰。与此同时，海军中校海因里希·特伦德特尔取代施塔克担任舰长，但他只在舰上呆了四个月，于1908年1月又被保罗·扬岑中校接替。在宁芙号大修期间，该舰以此身份服役了八个月，之后于1908年5月23日、即其姊妹舰重新入役时停运。美杜莎号在但泽撤出现役，继而在当地的帝国船厂接受大修，并被转移至预备役，从此搁置了六年之久。

### 第一次世界大战

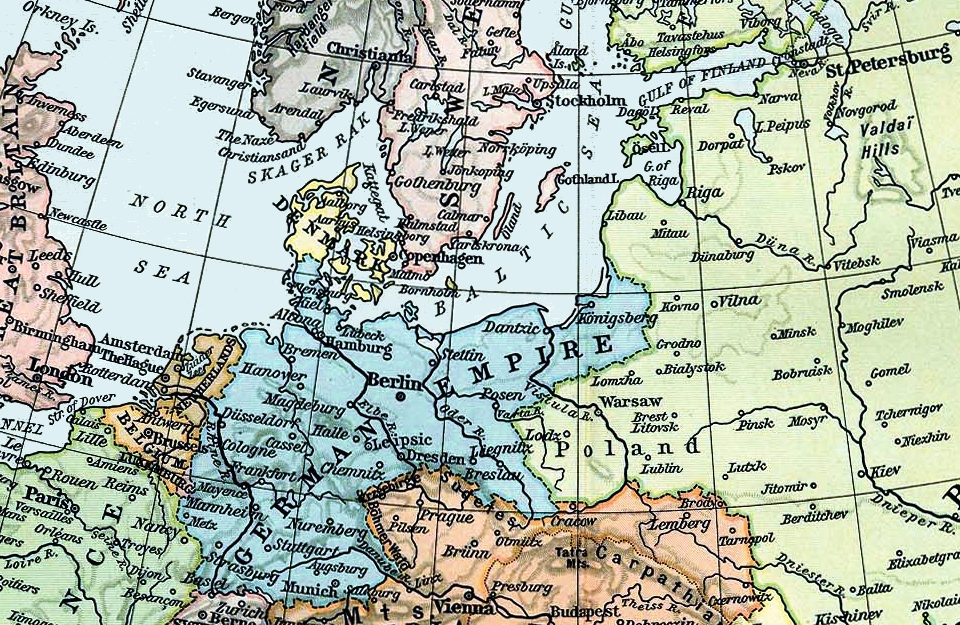
1911年的北海及波罗的海时局图

1914年7月第一次世界大战爆发后，美杜莎号于8月4日重新入役，受海军中校埃里希·格拉夫·冯·齐柏林指挥。它于8月11日与宁芙号、通报舰箭矢号和供应舰狐狸号一同被编入易北河港口区舰队，负责警戒和前哨值勤直至1915年9月13日。在此期间，该舰在该地区巡逻并监视进入易北河的船只，没有发生任何事件。9月14日，美杜莎号被转移至威廉港，并于五天后削减了船员编制。然而，它并未停运，而是在11月30日至12月1日期间补充了船员，继而受命接替在波罗的海西部被鱼雷击沉的姊妹舰温蒂妮号。在那里，该舰加入了波罗的海岸防支舰队。美杜莎号于12月26日抵达瓦尔讷明德开始执行巡逻任务，并于次年继续履行该职责。在此期间，该舰还作为供U艇或鱼雷艇训练使用的靶舰。从1916年2月至12月，它也曾担任波罗的海岸防支舰队司令、海军中将罗伯特·米施克的旗舰。
1916年10月31日，美杜莎号搭载米施克从斯维讷明德出发巡视波罗的海中部，先是去往但泽，然后到利鲍，再到梅默尔，至11月7日返抵斯维讷明德。同年年底，海军参谋本部决定退役美杜莎号，原因是它在现代武器面前已然过时，而且船员短缺情况日益严重。因此，该舰于12月18日在基尔停运，然后转移到弗伦斯堡。在那里，它于1917年移除了四门火炮，并成为老式铁甲舰威廉国王号的辅助舰，而后者此时已被改造为海军学员的教练船。美杜莎在一战余下的时间里都是以此身份运用，直至战争于1918年11月11日结束。

### 国家海军及战争海军役期
根据结束战争的《凡尔赛条约》，美杜莎号成为德国获准保留的六艘巡洋舰之一。依照条款，战后重组的国家海军有义务清除战争期间在北海布设的雷区，海军指挥部最初计划将美杜莎号改造为设想中的第12扫雷艇半区舰队的母舰，但最终该部队没有创建，因此美杜莎号亦未进行改造。相反，它于1920年7月17日重新投运，由海军中校亚历山大·韦尔特担任舰长，这是在战间期服役的德国第一艘主要军舰。当时，该舰被编入波罗的海海军基地，下辖两支鱼雷艇区舰队和勘探船特里同号。美杜莎号的首要活动之一是搭载国家总统弗里德里希·艾伯特前往东普鲁士巡视。随后，它于8月30日至9月5日期间访问了外国港口，包括瑞典哥特兰岛上的福勒松德和维斯比。
1921年2月10日，战列舰汉诺威号重新入役，同时取代美杜莎号担任旗舰。这两艘舰连同两支鱼雷艇区舰队于6月和7月在波罗的海西部进行了训练演习。随后，美杜莎号于7月28日至8月2日期间对波罗的海诸港展开了一系列访问，包括瑞典的乌德瓦拉和哥德堡。1922年1月24日至2月12日，该舰在里加湾充当破冰船；在此期间，它又于2月2日至9日访问了拉脱维亚的文道。美杜莎号之后曾于6月22日至26日到访瑞典的耶夫勒，继而从6月29日至7月3日在芬兰港口停留。9月，海军中校恩斯特·莫伊泽尔接替韦尔特，成为该舰的最后一任舰长。1923年7月11日至15日，它跟随第一半区舰队一同返回哥德堡，随后自7月19日起先后在挪威的莫尔德和翁达尔斯内斯停留。波罗的海海军基地于10月进行了重组，因为此时已经有足够的战列舰投运，能够编成一支独立的战列支舰队；美杜莎号则成为海军轻型部队的一员。1924年7月5日至12日，它再次访问耶夫勒，并于9月26日退役。
从1928年2月1日起，美杜莎号开始在威廉港充当鱼雷艇和驱逐舰船员的宿营船。它于1929年3月27日正式从海军名录中除籍。1940年7月，即第二次世界大战期间，美杜莎号在不来梅哈芬的里克默斯航运船厂被改造成一个浮动的防空炮台。它当时的武器装备包括有一门105毫米32倍径速射炮、四门10.5厘米38年式高射炮、两门37毫米30倍径速射炮以及四门20毫米炮。然后该舰被编入第222海军防空联队，并留在威廉港湾区，从1940年8月13日开始锚泊在法勒尔附近。整个战争期间，它一直呆在那里。1945年4月19日，美杜莎号在盟军的一次空袭中严重受损，造成23人死亡、41人受伤。幸存的船员于5月3日、即欧洲战事结束的前几天凿沉了该舰。舰只残骸其后由英国占领军在威斯巴登桥附近发现。它最终于1948年至1950年间被打捞上岸并拆解报废。